# Phyllonorycter dubitella
Phyllonorycter dubitella är en fjärilsart som först beskrevs av Herrich-Schäffer 1855.  Phyllonorycter dubitella ingår i släktet guldmalar, och familjen styltmalar.
Artens utbredningsområde är:
- Österrike.
- Belgien.
- Estland.
- Lettland.
- Litauen.
- Bulgarien.
- Tjeckien.
- Slovakien.
- Danmark.
- Finland.
- Frankrike.
- Tyskland.
- Ungern.
- Italien.
- Nederländerna.
- Norge.
- Polen.
- Rumänien.
- Sverige.
- Schweiz.
- Ukraina.
- Kroatien.

Inga underarter finns listade i Catalogue of Life.